# Robert Triger
 (décembre 2024).
Pour les articles homonymes, voir Triger.
Robert Triger, né Robert Gustave Marie Triger au Mans le 26 février 1856 et mort le 15 janvier 1927 dans la même ville, est un historien français. 
Il était président de la Société historique et archéologique du Maine, inspecteur général de la société française d'archéologie, correspondant de la société des antiquaires de France. Commandeur de l'ordre de Saint-Grégoire-le-Grand, il fut aussi conseiller municipal de Douillet-le-Joly où il possédait un manoir et une maison. Il fit édifier une chapelle dans le cimetière de Douillet, où il repose.

## Biographie
Robert Triger est le fils de Gustave Triger, ancien élève de l'École polytechnique, inspecteur de la télégraphie. Sa famille était originaire de Douillet-le-Joly, commune proche de Fresnay-sur-Sarthe. Il est élève aux lycées du Mans et d'Alençon d'où il assiste, à 15 ans, aux combats de la guerre franco-allemande de 1870. Après avoir commencé une préparation à l'École polytechnique, il s'est tourné vers des études de droit. Il obtient son doctorat à la faculté de Caen en 1879. Il s'intéresse particulièrement à l'histoire de la province du Maine et suit en 1882, en auditeur libre, les cours de l'École des chartes pour se former aux méthodes de recherche archivistique et paléographique. Il a adhéré à la Société historique et archéologique du Maine et à la Société d'agriculture, sciences et arts de la Sarthe où il a publié régulièrement. 
Historien du Maine, ce docteur en droit publia des études d'ordre militaire, religieux, ou portant sur le riche patrimoine de sa province et des sujets très divers dont, en 1907, son Sainte-Suzanne (Mayenne), son histoire et ses fortifications, L’Histoire de Douillet-le-Joly (Sarthe), ou La fabrique des toiles de Fresnay-sur-Sarthe, La légende de la Reine Berthe au Pays des Bercons (région de Fresnay-sur-Sarthe) etc. ; Henri Tournouër, dans son article "Robert Triger" paru dans la Revue historique et archéologique du Maine (1928, T. VIII), rappelle qu'en 1923 le catalogue général de ses publications compte 711 numéros.
À la suite de l'adoption de la loi de séparation des Églises et de l'État en 1905, la société historique et archéologique du Maine, sous l’impulsion de Robert Triger, demanda une enquête sur les richesses artistiques contenues dans les édifices religieux et sur leur entretien. Elle demanda le maintien de toutes ces richesses (statues, vitraux, boiseries, retables, cloches, orfèvrerie, calvaires…) dans leurs emplacements. En 1911, l’État accepta l’entretien de tous les édifices religieux, catholiques et protestants : chapelles, églises et cathédrales.

## Mémoire
Un square et une rue portent le nom de Robert Triger au Mans, de même qu'une rue de Sainte-Suzanne. L'éloge funèbre qui suit, œuvre de H. Tournoüer, est paru dans Excursion de la société historique et archéologique de l'Orne dans le Maine (30 août - 3 septembre 1926), de G. Hubert, Imprimerie Alençonnaise, Alençon, 1927.

### Source et bibliographie
- Stéphane Tison, L'ébauche hésitante d'une mémoire transnationale : Robert Triger et le souvenir de la Guerre 1870-1871, in Revue historique et archéologique du Maine, Le Mans, 2000 (3e série, tome 20/tome CLI de la collection, p. 9-44 - Actes du Colloque international "Le Maine et l'Europe").
- Revue historique et archéologique du Maine, éd. papier ; voir aussi : éd. numérique, full text, DVD/CDRom Revue historique et archéologique du Maine/1875-2000 (151 vol./env. 50 000 pages), copyright Société historique & archéologique du Maine, 17 rue de la Reine Bérengère, 72000 Le Mans, 2006.